# 霍榮齡
霍榮齡（1948年—），綽號阿霍 ，是一位出身臺灣的視覺設計師。

## 代表作品

### 視覺藝術指導
- 《天下雜誌》創刊及藝術指導  1981年[3]
- 《聯合文學》創刊及藝術指導 [4]
- 《遠見雜誌》創刊及藝術指導 1986年[3]
- 《科學人》雜誌臺灣版[5]

### 平面設計
- 《小讀者》[1]
- 《你的身體和你自己》封面[1]
- 雲門舞集開創的前22年海報及節目冊設計[3][6]
- 辜公亮文教基金會及新舞台表演藝術全年海報及節目單設計 1996~2004年
- 《雄獅美術》封面[3][6]
- 《西洋美術辭典》[6]
- 《中國美術辭典》[6]
- 金庸武俠小說遠流版書封（精裝典藏版、平裝版[3]及軟殼精裝本）[6]
- 《天下雜誌》封面規格[6]
- 《遠見雜誌》封面規格[6]
- 《康健雜誌》封面規格[6]
- 《故宮勝概》[6][3]
- 《姹紫嫣紅牡丹亭---四百年青春之夢》[6]
- 《聯合文學》[4]
- 《台北人》
- 《中國歷代詩人選集》（遠流出版）
- 《巴金譯文選集》（東華書局出版）
- 《中國地理大百科》（東華書局出版）
- 《巨匠與中國名畫》（臺灣麥克出版）
- 《巨匠與世界名畫》（臺灣麥克出版）

#### 標誌設計
- 玉山國家公園[7]
- 墾丁國家公園[7]
- 陽明山國家公園[7]
- 太魯閣國家公園[7]
- 金門國家公園[7]
- 台江國家公園[6][7]
- 宜蘭縣立蘭陽博物館第二期企業識別系統(CIS)[8][7]

### 造型設計
- 《飛天》（第33屆金馬獎最佳造型設計）[6][9]
- 《懸絲人》（蘭陵劇坊造型設計）[6]
- 《代面》（蘭陵劇坊造型設計）[6]

- 《今生今世》（蘭陵劇坊造型設計）[6]
- 《九歌》（蘭陵劇坊造型設計）[6]
- 《螢火》（蘭陵劇坊造型設計）[6]
- 《禪五不二》（優人神鼓服裝及造型設計）[6]

## 著作

### 作品集
- 《凝視：霍榮齡作品》[10][11][12]